# 햄버거 쟈니
"햄버거 쟈니"는 한국에서 제작된 설태호 감독의 1988년 드라마, 멜로/로맨스 영화이다. 자니 윤 등이 주연으로 출연하였고 설태호 등이 제작에 참여하였다.

## 출연

### 주연
- 자니 윤
- 이수진

## 기타
- 원작자: 문상훈
- 조명: 손영철
- 녹음: 김병수